# Dangjin
Dangjin (Dangjin-si; 당진시; 唐津市) è una città della provincia sudcoreana del Sud Chungcheong.
Secondo il censimento del 2020, la città aveva 168.955 abitanti.

## Amministrazione
Gemellaggi
Danjin è gemellata con 3 città:
- Contea di Snohomish, Stati Uniti.[2]
- Rizhao City, Cina[3]
- Daisen, Giappone[4]